# Коста-Хетагуровское сельское поселение
Коста-Хетагуровское се́льское поселе́ние — муниципальное образование в Карачаевском районе Карачаево-Черкесии Российской Федерации.
Административный центр — село Село имени Коста Хетагурова.

## История
Статус и границы сельского поселения установлены Законом Карачаево-Черкесской Республики от 6 марта 2006 года № 13-РЗ «от 24 февраля 2004 года № 84-РЗ «Об административно-территориальном устройстве Карачаево-Черкесской Республики»

## Население
| 2002  | 2010  | 2012  | 2013  | 2014  | 2015  | 2016  |
| ----- | ----- | ----- | ----- | ----- | ----- | ----- |
| 2322  | ↗2791 | ↗2860 | ↗2897 | ↗2914 | ↘2871 | ↘2867 |
| 2017  | 2018  | 2019  | 2020  | 2021  | 2023  | 2024  |
| ↘2850 | →2850 | ↘2834 | ↘2823 | ↗2831 | ↘2816 | ↗2850 |
| 2025  |       |       |       |       |       |       |
| ↗2887 |       |       |       |       |       |       |

## Состав сельского поселения
| № | Населённый пункт            | Тип населённого пункта       | Население |
| - | --------------------------- | ---------------------------- | --------- |
| 1 | Восток                      | хутор                        | ↗62       |
| 2 | Село имени Коста Хетагурова | село, административный центр | ↗2769     |